# Pierre Le Loyer
Pour les articles homonymes, voir Loyer.
Pierre Le Loyer, sieur de la Brosse (24 novembre 1550 à Huillé (Anjou), près de Durtal - Angers, 27 janvier 1634, est un magistrat, humaniste, poète, homme de théâtre et démonographe. Il est l'auteur de la première adaptation en français des Oiseaux d'Aristophane. 

## Biographie
Pierre Le Loyer naît à Huillé, dans l'Anjou, près de Durtal, localité située sur le Loir, le 24 novembre 1550. Il passe cinq ans à Paris où il fait ses humanités, avant de se rendre à Toulouse pour y étudier le droit. Il commence ensuite une carrière juridique, d'abord à Paris, où il séjourne quelque temps. À une date ultérieure à 1584, il retourne en Anjou et devient Conseiller au Présidial d'Angers, poste qu'il ne quittera plus. 
Il meurt à Angers le 27 janvier 1634, à l’âge de 84 ans, quelques semaines après l’incendie de son logement, des suites de brûlure. L'aîné de ses deux fils, aussi prénommé Pierre, lui succèdera dans la charge de conseiller. 

## L'auteur
Le Loyer eut une double passion: la littérature et les langues, et il sera l'auteur d'une production d'œuvres littéraires, à la fois variée et étalée sur une longue période. Dans sa jeunesse, il est influencé par la Pléiade, avant de devenir une autorité dans le domaine de la démonologie — ce pourquoi il reçut les éloges de la Sorbonne). Dans ses dernières années, il devint aussi un très bon connaisseur de la Bible, mais plutôt libre par rapport à l'orthodoxie dominante. Du côté des langues, il entreprit d'étudier l’hébreu, le chaldéen et l’arabe. Il se montrera aussi particulièrement attiré par la littérature grecque et la littérature hébraïque. Homme d'une vaste culture, il maîtrisait parfaitement le grec et l'hébreu. 
Côté littérature, sa passion le poussa à écrire de la poésie durant toutes ses études à Toulouse. Et en 1572, il envoie  une idylle, intitulé Second bocage de l'art d'aimer, à l’Académie des Jeux floraux, qui lui décerne le « prix de l'Églantine » , soit la deuxième place du palmarès des Jeux floraux qu'elle organisait. Sa production poétique est contenue dans deux volumes : Erotopegnie ou Passe-temps d'amour, publié en 1571, et les Œuvres et mélanges poétiques, publié en 1579.  
Il écrit également en 1578 une pièce intitulée La Néphélococugie ou la Nuée des Cocus, inspirée de la pièce Les Oiseaux d'Aristophane. Il s'agit là de la première adaptation d'Aristophane en français. Elle figure dans l'ouvrage de 1579 mentionné ci-dessus, qui porte en tête un quatrain de Ronsard, :

« Loyer, ta docte Muse n'erre / De bâtir une ville en l'air, / Où les Cocus puissent voler ; / Pour eux trop petite est la terre. »

Pierre Le Loyer appartient à la génération des poètes Claude de Pontoux, Philibert Brétin, Pierre Boton, réunis par Marcel Raymond, dans son livre Influence de Ronsard sur la Poésie française (1550-1585), sous l'appellation des «Poètes de province», des écrivains dont la carrière se situait autour de 1570.

## Œuvre

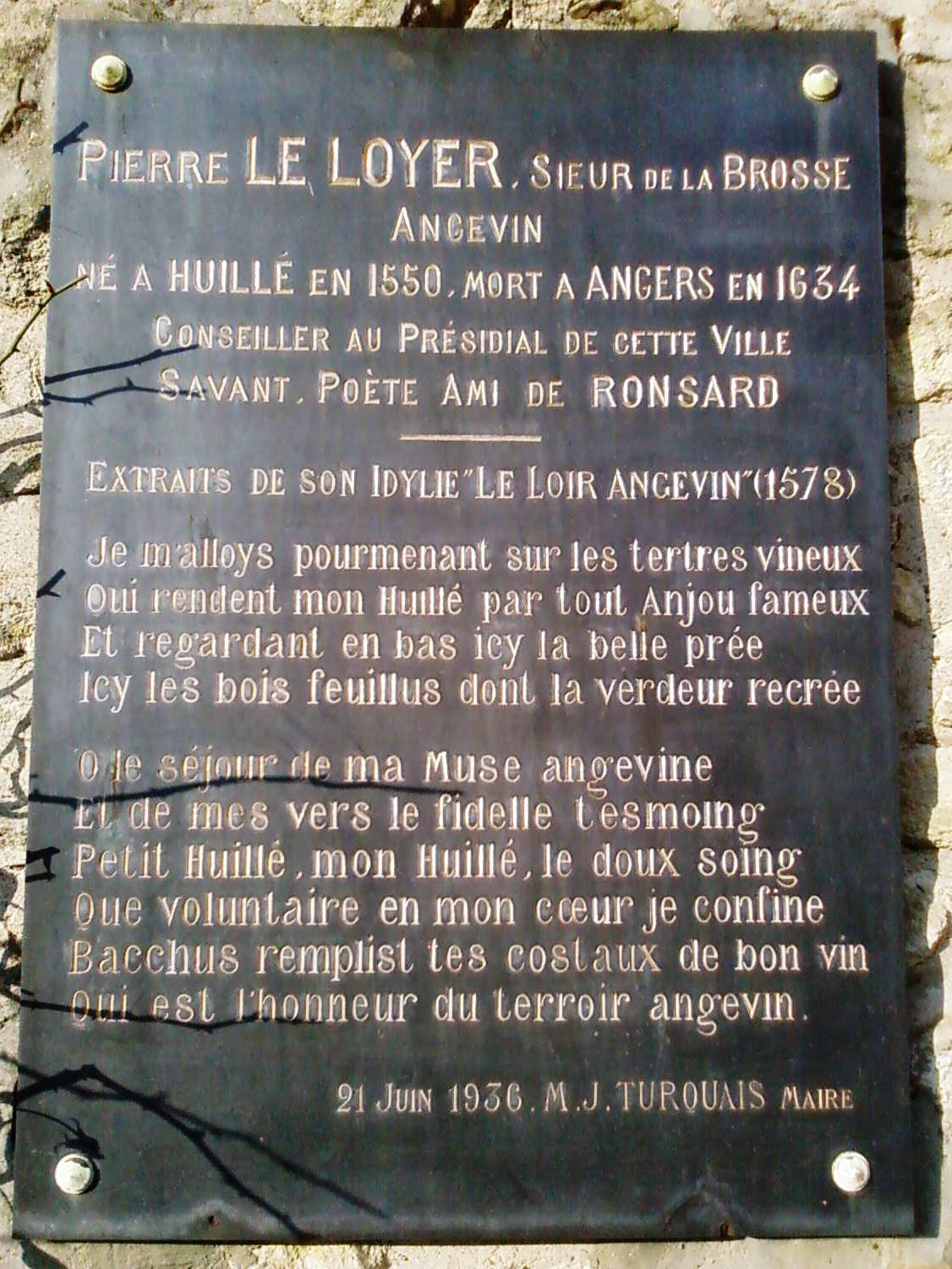
Plaque commémorative à Huillé, 1936.

### Comédies
En théâtre, il est l'auteur de deux comédies: d'une part, Le Muet insensé (1576), pièce dans laquelle on trouve un mélange des influences de la farce française, du théâtre grec et du théâtre latin, de la prose narrative et de ses thèmes — par exemple Rabelais ainsi que les nouvelles et comédies italiennes. On peut parler de comédie « démonologique » en ce sens qu'elle se fonde sur l'observation que notre terre est pleine d'inepties, d'absurdités, et que les fables des astrologues ou des magiciens y sont fort répandues. Il s'agit d'une pièce en cinq actes, écrite, selon Louis-Gabriel Michaud, en vers de huit syllabes. Le Muet insensé est de nouveau publié en 1579 dans son deuxième recueil poétique et comporte des modifications substantielles. 
Ce recueil comporte également une seconde comédie : La Nephelococugie, qui est, on l'a dit, la première adaptation des Oiseaux d’Aristophane. Son sous-titre précise qu'il s'agit d'une « Comédie, sans distinction d’actes ni de scènes, et entremêlée, à l’imitation d’Aristophane, de strophes, antistrophes, odes épodes, etc. ». L'auteur écrit sa pièce dans un système qu'il nomme « entrecouppé » et qui fait intervenir des vers variés à l'imitation de la pièce grecque. Selon les chercheurs A. Bettoni et D. Gentili, ce travail est une belle réussite. Loin de se limiter à une traduction, la Nephelococugie est une adaptation où Le Loyer fait aussi bien preuve de ses qualités d'helléniste que de son génie littéraire. Cette comédie n'est pas divisée en actes. Comme dans la comédie ancienne, ce sont les interventions du chœur qui rythment la représentation.  

### Poésie
En 1571, il publie Erotopegnie ou Passe-temps d'amour, dont le titre suggère — et le sous-titre explique — qu'il s'agit de poésies de différents genres, qu'unit le thème de l'amour. 
En 1579, paraît Œuvres et mélanges poétiques, réédition augmentée de l'Erotopegnie, avec une version revue et corrigée de L'Art d'aimer et du Muet insensé. On y trouve aussi un texte antérieur qui n'avait pas été repris dans l'Erotopegnie, intitulée Idylie (sic) Le Loir Angevin. Selon La-Croix-du-Maine et Antoine Du Verdier, auteurs de Les Bibliothèques françoises (t. II, 1772, 294), c'est ce poème qui a valu à Le Loyer son prix une réimpression du Muet insensé, auquel sont ajoutés plusieurs textes: Amours de Flore, Idylles, et les Bocages de l'art d'aimer, imités d'Ovide ; également, des Sonnets, des Épigrammes ainsi que la Néphélococugie ; les Folatries et Ébats de jeunesse, ainsi que quelques pièces en grec et en latin.

### Démonologie

#### Discours et histoires des spectres
Dans le domaine de la démonologie, Le Loyer publie en 1586 IIII (=IV) livres des spectres ou apparitions et visions d’esprits, anges & demons se monstrans sensiblement aux hommes, dont le succès l'incita a le rééditer par deux fois au début du XVIIe siècle. Puis en 1605, il donne les Discours et histoires des spectres, visions et apparitions des esprits, anges, démons et âmes se montrant visibles aux hommes, en huit livres, et il le réédite en 1608, à l'identique, exception faite de la correction d'erreurs et d'un titre « plus explicite » — Discours des spectres ou visions et apparitions des esprits, comme anges, demons et ames, se monstrans visible aux hommes — dans la mesure où, d'une part, le spectre y est défini comme esprit qui apparaît et se fait voir, et d'autre part trois catégories d'esprits sont distinguées: les anges, les démons et les âmes.
Selon Michaud, Le Loyer explique vouloir « démontrer l'existence des êtres immatériels, contre l'opinion de certains philosophes, qui n'admettent aucune substance incorporelle. » Contrairement à Edom (v. ci-dessus), les Discours constituent un ouvrage tout à fait rationnel; son auteur prend part à un débat important de son époque, dans lequel s'opposent rationalistes et sceptiques, et même en un certain sens calvinistes et Église catholique.
Le livre s'inscrit dans « le combat apologétique des “croyants”, spiritualistes et surnaturalistes, qui mènent une offensive en forme, avec l’appui des institutions religieuses contre toutes les manifestations du libertinisme post-renaissant ». M. Colosson ajoute que « [d]ans l’Approbation par les docteurs de la faculté de théologie de Paris, le Discours des Spectres (éd. de 1608) est présenté comme convenant "pour l’instruction des bons Catholiques, contre les pernicieuses & erronées opinions des anciens & modernes Athéïstes, Naturalistes, Libertins, Sorciers & Heretiques". »

#### Edom ou les Colonies iduméanes
Quant à Edom ou les Colonies iduméanes en l'Asie et en l'Europe ; colonies d'Hercule Phénicien et de Tyr, paru en 1620, réédité en 1623, Selon Marianne Closson, les deux volumes de cet ouvrage étaient les prémisses d’un très vaste et difficile projet (difficulté dont l'auteur était conscient) :  il ne s'agissait de rien de moins que d'établir « l’origine des peuples, leurs migrations & colonies ». Le livre est « quasiment illisible » et on peut le classer dans ce que Charles Nodier appellera les « folies étymologiques » qui, précise Closson, « caractérisent tant d’hommes de la Renaissance, désireux de prouver que l’hébreu était l’ancêtre de toutes les langues, et que grec et latin lui étaient apparentés ».  
Le Loyer pensait devoir remplir une mission. Et c'est ainsi qu'il lisait, sous forme d'anagramme, dans un vers d'Homère, ceci : « Pierre Le Loyer, Angevin, Gaulois d’Huillé »; et comme il restait quatre lettres (susceptibles d'avoir une valeur numérale) qui n'entraient pas dans l'anagramme, il en fit la date de 1620, date à laquelle « il allait enfin révéler au monde la colonisation par la descendance d’Esaü, Edom, Endymion — puisqu’il s’agit du même personnage — d’une grande partie de l’Europe, et tout particulièrement de l’Anjou, sa patrie… ». 
L.G. Michaud précise que Le Loyer affirme avoir été annoncé non seulement par Homère mais par les prophètes, et qu'il prétend être le personnage dont Issachar (le neuvième fils de Jacob) n'était que la figure. En effet, en français, Issachar signifie « le loyer » (ou « homme à louer ») si bien que c'est à lui, Le Loyer, que revient, par la bénédiction de Moïse, de connaître et d'expliquer l'origine de toutes les nations. Toujours selon Michaud, se basant sur de telles découvertes, Le Loyer affirme que les habitants de l'Anjou tirent leur origine d'Ésau, chose qu'il veut prouver par les racines des noms des hameaux et des fermes qui environnent Huillé, ne doutant pas que les fils d'Ésau se soient d'abord arrêtés dans ce village, à partir duquel ils se sont répandus dans l'Anjou.   

## Jugements
Selon L.G. Michaud, « Le Loyer était un prodige d'érudition, mais il n'avait ni goût ni jugement ; et cet homme qui se piquait de ne rien ignorer des moindres usages des peuples anciens, ne savait pas les coutumes de la province d'après lesquelles il était appelé tous les jours à prononcer. »
Pour Pierre Bayle, la Néphélococugie, est « une pièce de théâtre (...) où il y a bien des grossièretés. Elle est pleine d'invention et d'esprit. » Quant au jugement de Bayle sur son auteur, il est très positif: « c’étoit un des plus savans hommes de son siècle, & tout ensemble un des plus visionnaires. »